# Parthenicus rubrinervis
Parthenicus rubrinervis är en insektsart som beskrevs av Knight 1925. Parthenicus rubrinervis ingår i släktet Parthenicus och familjen ängsskinnbaggar. Inga underarter finns listade i Catalogue of Life.